# Muriel Grossmann
Pour les articles homonymes, voir Grossmann.
Muriel Grossmann  née à Paris en 1971, est une saxophoniste de jazz, compositrice et chanteuse autrichienne.

## Biographie
Elle naît à Paris de parents autrichiens. Elle grandit à Vienne. Elle étudie la flûte jusqu'à l'âge de 21 ans. Elle change d'instrument et passe au saxophone. Elle joue de l'alto, du soprano et du ténor.
Elle joue du rhythm & blues, funk, world music et jazz avec Hans Tschiritsch (de), Shani Ben Canar, Geri Schuller (de) .
En 2002 elle s'installe à Barcelone. Elle devient leadeuse et crée son propre groupe. En 2004, elle part s'installer à Ibiza.
Son premier album, Homecoming Reunion, enregistré à Barcelone, présente son quatuor formé de Radomir Milokovic à la guitare, de Marko Jelača à la batterie et David Marroquin à la contrebasse. En 2009, elle enregistre avec le même quatuor Birth of the Mystery. 
En 2013, le quartet Muriel Grossmann se compose de Radomir Milokovic à la guitare,  Robert Landfermann (de) à la basse et de Christian Lillinger (de) à la batterie. Ce quartet produit le CD Earth Tones.  
Elle travaille ensuite avec Gina Schwarz et le batteur serbe Uros Stamenkovic pour enreistrer Natural Time en 2015. En 2018, elle ne joue que du soprano et du ténor pour l'album  Golden Rule. Pour Reverence sorti fin 2019, Muriel Grossmann invite l'organiste Llorenç Barceló à rejoindre le quartet. Elle ajoute des instruments d'origine africaine : balafon, krakebs and kalimba. Quiet Earth est publié en décembre 2020.

## Discographie
- Homecoming Reunion (2007) CD DreamlandRecords
- Here And Now (2008) CD DreamlandRecords
- Quartet (2008)   CD DreamlandRecords
- Sudden Impact (2009) CD DreamlandRecords
- Birth Of The Mystery (2010) CD DreamlandRecords
- For Ornette (2012)
- Awakening (2013) CD DreamlandRecords
- Earth Tones (2015) CD DreamlandRecords
- Natural Time (2016) CD DreamlandRecords
- Momentum (2017) CD DreamlandRecords
- Golden Rule[6] (2018) CD DreamlandRecords, 2x12” VINYL RR Gems Records[7]
- Golden Rule / Okan Ti Aye (Radio Edits) (2019) 7″ VINYL JAZZ45, Jazzman Records
- Reverence[8],[9](2019)  CD  DreamlandRecords   2x12” VINYL RR Gems Records
- Elevation[10] (2020)  12″ VINYL / CD Jazzman Records
- Quiet Earth[11] (2020)  CD  DreamlandRecords  12″ VINYL RR Gems Records[12]